# Women's Professional Soccer
Women's Professional Soccer, WPS, var en professionell fotbollsliga för damer i USA 2009–2011. Ligan bildades 2007 och sparkade igång 2009 som efterföljare till WUSA. Efter tre spelade säsonger togs beslutet att lägga ner ligan.

## Uppbyggnad
Ligan ägde alla klubbar och styrde deras budget. Ligan styde också värvningar av stjärnor. Spelarna i USA:s landslag som inte spelade i Europa delades ut till klubbarna. De fick också värva fem utländska spelare var. Detta för att ligan skulle bli jämn.
WPS hade ett lönetak på 2 500 000 $ för 2009, för att hålla kostnaderna nere och generera vinst för klubbarna.

## Draft
Likt övriga nordamerikanska proffsligor hade man också en uttagning varje år. Den första hölls i augusti 2008.
Två svenskar, Caroline Jönsson och Lotta Schelin, värvades av Chigaco Red Star respektive St Louis år 2008.[källa behövs]

## Säsongen
Säsongen varade mars till augusti.

## Mästare
- 2009 - Sky Blue FC
- 2010 - FC Gold Pride
- 2011 - Western New York Flash

## Klubbar
| Klubb                       | Ägare                       | Tränare                     | Arena                                  | Stad                        | Grundade                    | Anslöt                      |
| Women's Professional Soccer | Women's Professional Soccer | Women's Professional Soccer | Women's Professional Soccer            | Women's Professional Soccer | Women's Professional Soccer | Women's Professional Soccer |
| --------------------------- | --------------------------- | --------------------------- | -------------------------------------- | --------------------------- | --------------------------- | --------------------------- |
| Boston Breakers             | Joe Cummings                | Tony DiCicco                | Harvard Stadium (30 000)               | Boston, Massachusetts       | 2001                        | 2009                        |
| Chicago Red Stars           | Peter Wilt                  | Emma Hayes                  | Toyota Park (20 000)                   | Bridgeview, Illinois        | 2008                        | 2009                        |
| FC Gold Pride               | Brian NeSmith               | Albertin Montoya            | Buck Shaw Stadium (10 300)             | Santa Clara, Kalifornien    | 2008                        | 2009                        |
| Los Angeles Sol             | AEG Blue Star LLC           | Abner Rogers                | Home Depot Center (27 000)             | Carson, Kalifornien         | 2008                        | 2009                        |
| Saint Louis Athletica       | Jeff Cooper                 | Jorge Barcellos             | Anheuser-Busch Soccer Park (6 200)     | St. Louis, Missouri         | 2008                        | 2009                        |
| Sky Blue FC                 | Thomas Hofstetter           | Kelly Lindsey               | Yurcak Field (5 000)                   | Piscataway, New Jersey      | 2008                        | 2009                        |
| Washington Freedom          | Maureen Hendricks           | Jim Gabarra                 | Maryland SoccerPlex (5 126)            | Germantown, Maryland        | 2001                        | 2009                        |
| Framtida expansionlag       |                             |                             |                                        |                             |                             |                             |
| Atlanta Beat                | -                           | -                           | RE/MAX Greater Atlanta Stadium (5 000) | Atlanta, Georgia            | 2009                        | 2010                        |
| Philadelphia Independence   | Team Dynamics, LLC          | -                           | Chester Stadium (18 500)               | Chester, Pennsylvania       | 2009                        | 2010                        |
| Dallas Sting                | -                           | -                           | -                                      | -                           | 1973                        | 20??                        |

## Framstående spelare säsong 2009

### Boston Breakers
- Försvarare
  -  Heather Mitts
  -  Alex Scott

- Mittfältare
  -  Candance Chapman
  -  Angela Hucles
  -  Kristine Lilly

- Anfallare
  -  Fabiana
  -  Christine Latham
  -  Kelly Smith

### Chicago Red Stars
- Målvakter
  -  Caroline Jönsson

- Mittfältare
  -  Heather Garriock
  -  Carli Lloyd
  -  Frida Östberg

- Anfallare
  -  Karen Carney
  -  Christiane
  -  Lindsay Tarpley

### FC Gold Pride
- Målvakter
  -  Nicole Barnhart

- Försvarare
  -  Rachel Buehler

- Mittfältare
  -  Brandi Chastain
  -  Formiga
  -  Leslie Osborne

- Anfallare
  -  Eriko Arakawa
  -  Tiffeny Milbrett
  -  Christine Sinclair

### Los Angeles Sol
- Målvakter
  -  Karina LeBlanc

- Försvarare
  -  Stephanie Cox
  -  Johanna Frisk

- Mittfältare
  -  Camille Abily
  -  Shannon Boxx
  -  Aya Miyama
  -  Aly Wagner

- Anfallare
  -  Marta

### Saint Louis Athletica
- Målvakter
  -  Hope Solo

- Försvarare
  -  Tina Ellertson
  -  Sara Larsson
  -  Melissa Tancredi

- Mittfältare
  -  Lori Chalupny
  -  Daniela

- Anfallare
  -  Eniola Aluko

### Sky Blue FC
- Försvarare
  -  Anita Asante
  -  Christie Rampone

- Mittfältare
  -  Collette McCallum
  -  Rosana

- Anfallare
  -  Natasha Kai
  -  Heather O'Reilly
  -  Sarah Walsh

### Washington Freedom
- Målvakter
  -  Erin McLeod
  -  Briana Scurry

- Försvarare
  -  Cat Whitehill

- Mittfältare
  -  Sonia Bompastor
  -  Homare Sawa

- Anfallare
  -  Lisa De Vanna
  -  Abby Wambach